# Sergej Bakulin
Sergej Vasiljevič Bakulin (rusky Сергей Васильевич Бакулин; * 13. listopadu 1986, Insar, Mordvinsko) je ruský atlet, jehož specializací je sportovní chůze.
V roce 2011 se stal v jihokorejském Tegu mistrem světa v chůzi na 50 km. Trať zvládl v čase 3.41:24. Svého krajana Děnise Nižegorodova porazil o necelou minutu a půl. Bronz bral Australan Jared Tallent. O rok dříve vybojoval na evropském šampionátu v Barceloně na stejné trati bronzovou medaili.

## Osobní rekordy
- 20 km chůze – 1.18:18 – 23. února 2008, Adler
- 50 km chůze – 3.38:46 – 12. června 2011, Saransk